# Radojka Šverko
Radojka Šverko, född 9 april 1948 i Pazin, Kroatien, är en kroatisk sångerska.

## Diskografi
- Radojka Šverko (1973)
- S tobom u snu (1975)
- Tebi pjevam u pjesmama (1981)
- Pjesme ljubavne (1990)
- Vatra i led (1993)
- Va dihe mora (1995)
- Radojka Šverko - Zlatna kolekcija (2005)
- Men are my best friends (2005)
- Svijet je moj (2011)